# Falkland Islands Football League
Falkland Islands Football League är Falklandsöarnas fotbollsförbund. Det bildades 1916, och inträdde i NF-Board 1988. Man kontrollerar bland annat Falklandsöarnas herrlandslag i fotboll.

### Fotnoter
1. ↑  Thomas Knox (15 november 2014). ”Far away football: the South Atlantic islands” (på engelska). These Football Times. http://thesefootballtimes.co/2014/11/15/far-away-football-south-atlantic-islands/. Läst 27 januari 2017.